# Мінойська кераміка

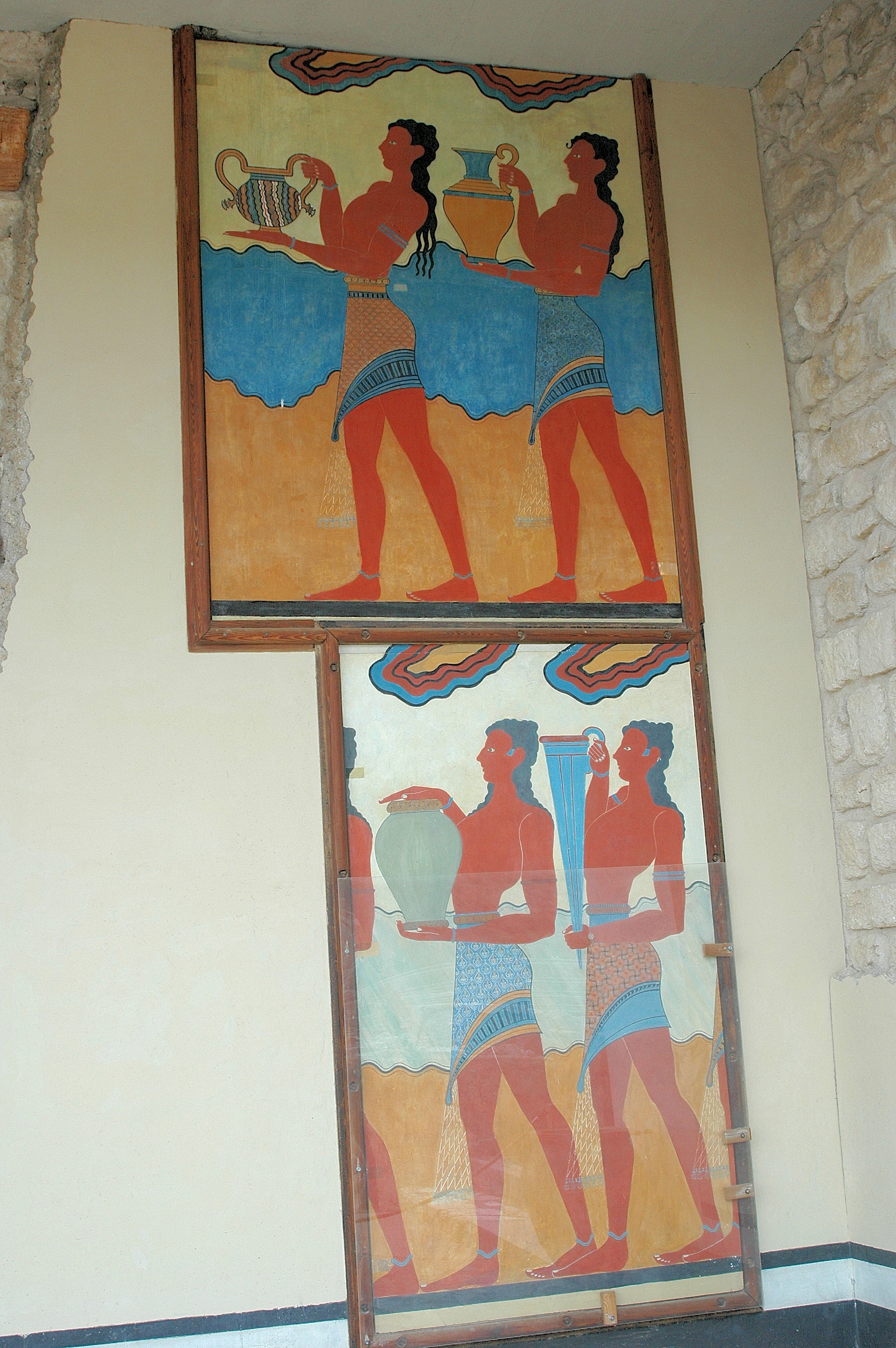
Реставрація фрагмента фризу Кносського палацу із зображенням мінойської кераміки: несторида, ольпа, піфос та ритон

Мінойська кераміка — характерна кераміка мінойської культури бронзової доби на Криті. В археологічному музеї Іракліону діє відділ мінойської кераміки.

## Історія
Ще в епоху неоліту на території Криту існувала керамічна традиція. Дослідники XIX — початку XX століть знаходили схожість між мотивами посудин бутмірської культури, що були, своєю чергою, розвитком традиції імпресії, і мінойською керамікою стилю Камарес. Нині зв'язок між бутмірською і мінойською культурами видається сумнівним.
Критська кераміка мала широкий попит за межами острова. Посудини з олією і пахощами були виявлені на різних островах Егейського моря, на материковій Греції, Кіпрі, на узбережжі Сирії і Єгипту, що свідчить про широку мережу торгових контактів мінойців. Вершинами мінойського мистецтва є вази в стилі Камарес і в морському стилі.
Мінойська кераміка відрізняється великою різноманітністю художніх стилів — як вазопису, так і оформлення посудин. Завдяки такій різноманітності система датування періодів розвитку мінойської культури, яку вперше запропонував Артур Еванс на початку 20 століття, заснована на стилях мінойської кераміки (пізніше її розвинув грецький археолог Ніколаос Платон на підставі історії розвитку Кносського палацу). У наш час[коли?] отримує поширення новий метод, заснований на геологічному аналізі грубих, звичайно недекорованих уламків кераміки.